# ماركوس وليامز (لاعب كرة قدم أمريكية)
ماركوس وليامز (بالإنجليزية: Marcus Williams)‏ هو لاعب كرة قدم أمريكية أمريكي، ولد في 12 ديسمبر 1977 في أوكلاند في الولايات المتحدة.